# Трг Бранка Радичевића (Сремски Карловци)
Старо градско језгро Сремских Карловаца је главни трг у Сремским Карловцима, који носи име по знаменитом српском песнику Бранку Радичевићу. То је и средишњи простор Просторне културно-историјске целине - старог језгра Сремских Карловаца, која је проглашена културним добром од изузетног значаја за Србију.

## Настанак просторне целине
Клица данашњег трга је настала у време отоманске владавине Панонијом (16-17. век). Током 18. и 19. века, када су Сремски Карловци били незванично средиште Срба у Угарској, око трга су изграђена велелепна верска и световна здања (Саборна црква, Патријаршијски двор, Магистрат у Сремским Карловцима, богословија. Истовремено, трг је уређен, са посебно значајном чесмом „Четири лава“ као средишњим мотивом.
Здања на тргу Бранка Радичевића, имају, у историјским збивањима, политичком и културно-просветном животу, вредност архитектонско-ликовних и функционалних решења која овој целини обезбеђују изузетно место у историји културе српског народа.